# 踊るダメ人間
「踊るダメ人間」（おどるダメにんげん）は、筋肉少女帯の4枚目のシングル。1991年7月5日にトイズファクトリーから発売された。

## 概要
タイトル曲の「踊るダメ人間」は、ライブで必ずと言っていいほど演奏される定番曲となっており、フジロック・フェスティバル2009やROCK IN JAPAN FESTIVALといった大型野外音楽イベントでも演奏された。ちなみにライブでは、サビの部分で観客が腕をクロスさせて跳び上がる通称「ダメジャンプ」をやるのが恒例となっており、これはX JAPANのライブにおける「Xジャンプ」のパロディである。PV/MVの監督は堤幸彦である。

## 収録曲
1. 踊るダメ人間
（作詞：大槻ケンヂ / 作曲：大槻ケンヂ，内田雄一郎，筋肉少女帯 / 編曲：筋肉少女帯）
2. 風車男ルリヲ （ライブバージョン）
（作詞：大槻ケンヂ / 作曲：大槻ケンヂ，筋肉少女帯 / 編曲：筋肉少女帯）
1991年3月6日、日本武道館で収録
3. 踊るダメ人間 （インストゥルメンタル）
（作曲：大槻ケンヂ，内田雄一郎，筋肉少女帯 / 編曲：筋肉少女帯）